# Pyrimethamin
Pyrimethamin ist ein Arzneistoff der Gruppe Diaminopyrimidine und wird zur Behandlung von Infektionen mit Protozoen eingesetzt. Eine typische Indikation ist die Toxoplasmose inklusive der kongenitalen (angeborenen) Infektionen durch Toxoplasmen. Es ist in Deutschland und in der Schweiz im Präparat Daraprim (Hersteller: GlaxoSmithKline) enthalten. Pyrimethamin sollte immer in Kombination mit einem Sulfonamid verabreicht werden. Pyrimethamin hemmt die Dihydrofolatreduktase, ein Enzym, welches für die Bereitstellung des lebenswichtigen Vitamins Folsäure notwendig ist.

## Geschichte
Daraprim wurde von der Medizin-Nobelpreisträgerin Gertrude Belle Elion (1988) – zusammen mit George Herbert Hitchings – entwickelt. 1952 brachte Wellcome das Malaria-Medikament Daraprim auf den Markt.
2015 kaufte in den USA das erst in diesem Jahr gegründete Unternehmen Turing Pharmaceuticals die Vermarktungsrechte von Daraprim für die USA. Es löste in den USA einen Skandal aus, weil es den Verkaufspreis um das 55-Fache erhöhte.